# Georg von Giesche

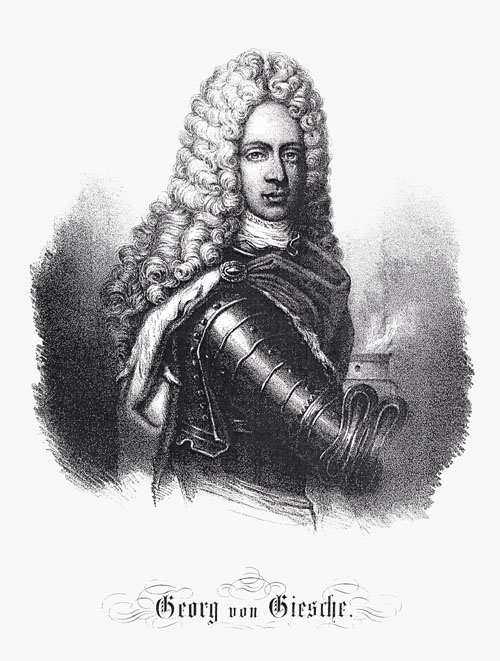
Georg von Giesche

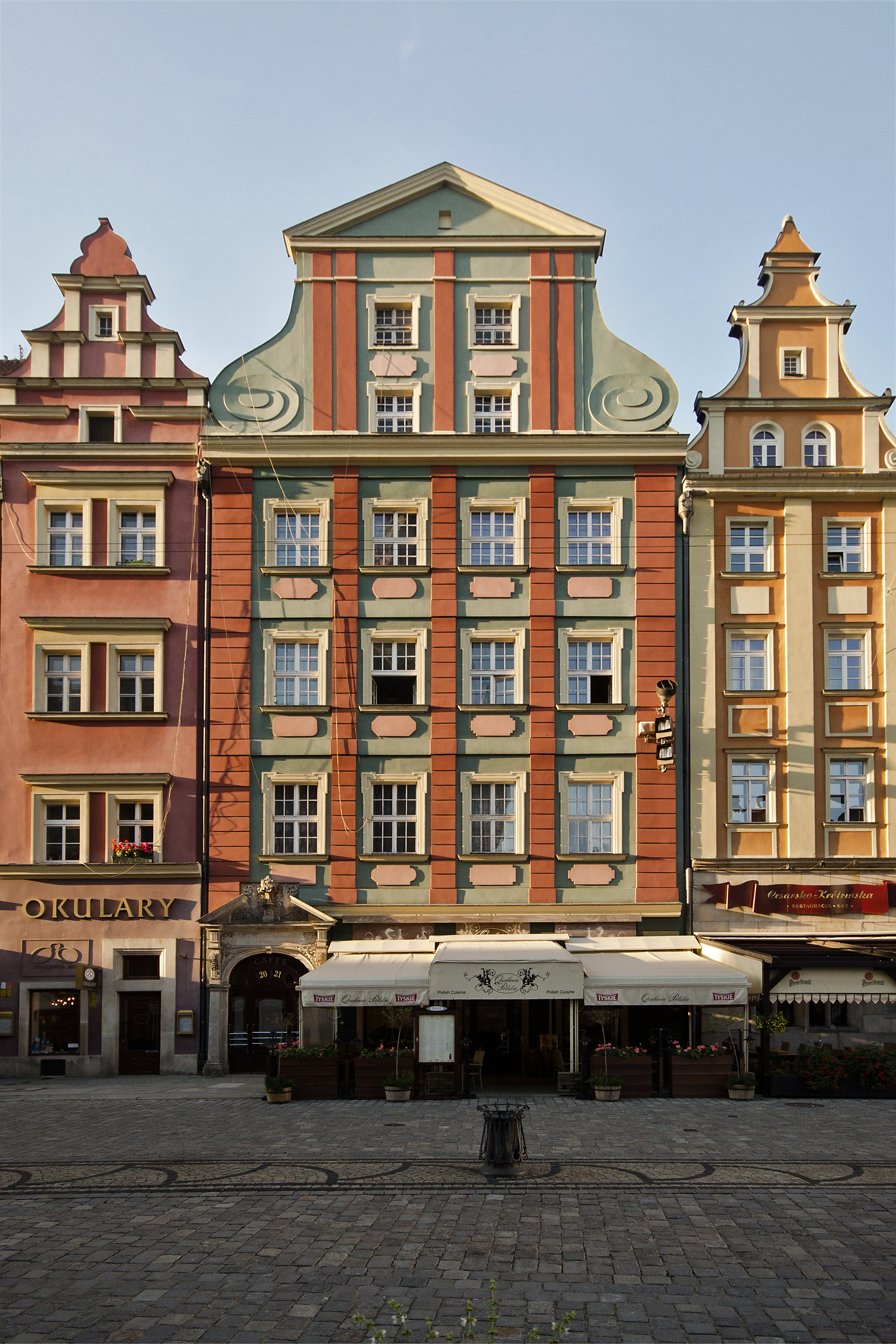
Kamienica nr 20 przy rynku we Wrocławiu, powstała na miejscu starszego budynku, w którym mieszkał Georg von Giesche, fot. z 2012 roku

Georg von Giesche (ur. 20 października 1653 w Smardzowie, zm. 26 kwietnia 1716 we Wrocławiu) – niemiecki przedsiębiorca, handlowiec i kupiec. Jeden z pionierów przemysłu górniczo-hutniczego na Górnym Śląsku.

## Życiorys
Giesche pochodził z rodziny szlachty małopolskiej. Jego ojciec, zawodowy wojskowy, osiadł na Śląsku. Georg ożenił się z kupiecką córką, wrocławianką Anną Marią Schmiedlin. Żona wniosła mu w wianie kramy na rynku wrocławskim. Swoją karierę rozpoczął od handlu suknem we Wrocławiu, gdzie później zakupił dom nr 20 przy Rynku. Spotkanie z ziemianinem Kacprem Pielgrzymowskim z okolic Bytomia zaowocowało na początku XVIII wieku otwarciem kopalni galmanu w Bobrku dzielnicy Bytomia, eksportowanego Wisłą do Gdańska oraz Odrą do Prus. W 1704 roku uzyskał wyłączny przywilej na wydobywanie galmanu na Śląsku na okres 20 lat (później przedłużany na rzecz jego spadkobierców aż do 1802 r.). W 1712 roku otrzymał od cesarza Karola VI dziedziczny tytuł szlachecki. Po jego śmierci firmę prowadziła żona, a później syn Friedrich Wilhelm. Friedrich Wilhelm von Giesche zmarł bezpotomnie w 1754 roku. Cały swój majątek zapisał siostrze i siostrzenicom.
Firma rodziny Giesche kontynuowała działalność w XIX i XX wieku, stając się jedną z większych w Europie Środkowej. Po I wojnie światowej większość majątku spółki (ok. 80%) znalazła się w Polsce, gdzie w 1922 r. zarejestrowano spółkę Giesche S.A., działającą (przy różnych zmianach własnościowych) do 1945 r.

## Upamiętnienie
Od października 1956 roku Georg von Giesche jest patronem liceum w Berlinie Schönebergu przy Hohenstaufenstrasse 47 i 48.
Do nazwiska Giesche nawiązuje nazwa obecnej dzielnicy Katowic – Giszowiec.